# Лоцо (Варезе)
Лоцо је насеље у Италији у округу Варезе, региону Ломбардија.
Према процени из 2011. у насељу је живело 44 становника. Насеље се налази на надморској висини од 892 м.